# Сони
Sony Corporation (на японски: ソニー株式会社, но обикновено означавана като Sony, стилизирано като SONY от 1956 г.) е японска транснационална корпорация, действаща в областта на електрониката и медиите.

## История
Основана е от Акио Морита и Масару Ибука през 1946 г. Първоначално компанията произвежда котлони за варене на ориз. Тъй като това производство се оказва не от най-печелившите, скоро след това компанията се концентрира върху производството на електронни уреди за свободното време. Първото име на компанията е Tokyo Tsushin Kogyo (Токийска телекомуникационно-индустриална компания).
Първия си успех компанията бележи с придобиването на лиценз за производство на транзистори.
През 1958 г. фирмата се преименува и получава сегашното си име Sony. Новото име е комбинация между латинското sonus (звук) и английското Sonny Boys (в японския език употребявано със значение на „малолетни гении“). Sony е първата японска фирма, която изписва името си на латиница – факт, който поражда доста дискусии в следвоенното японско общество.
Sony разработва изключително успешно преносими транзисторни радиоприемници. От 1979 г. фирмата започва да налага на пазара т.нар. Walkman („Уокмен“). Марката Walkman е собственост на Sony. През 1982 г. съвместно с Philips пуска на пазара първите аудио компактдискове (CD-DA). Изхождайки от името Walkman мобилните CD-устройства са наречени Diskman.
Sony се опитва в миналото да наложи системата за видеозаписи Betamax, успехът на която е половинчат.
В сферата на телевизионната техника Sony разработва в годините след 1967 г. кинескопите Trinitron.
През 90-те години на 20 век Sony налага предимно на азиатския пазар магнитооптичния минидиск (MiniDisc).
През 1996 г. Sony пуска в продажба персонални компютри под марката VAIO
През 2001 г. Sony заедно с шведския телекомуникационен концерн Ericsson основават съвместно предприятие под името Sony Ericsson с цел разработка и производство на мобилни телефони. Седалището на новата фирма се намира в Лондон. В началото на 2012 г. Sony обявява, че придобива дяла на Ericsson и преименува предприятието на Sony Mobile Communications.
Фирмата Sony става активен участник и в развлекателния бизнес чрез покупката на филмовото студио Columbia Pictures и дъщерната си фирма Sony Music.
Sony разполага с 913 дъщерни дружества (между които и популярния телевизионен канал AXN). Към 2010 г. фирмата има годишен оборот от над 79 милиарда долара.
В началото на 2015 г. агенция Reuters цитира CEO на Sony Казуо Хираи (Kazuo Hirai), който казва, че корпорацията може да се откаже от производството на телевизори и мобилни телефони, тъй като те вече не носят достатъчно печалби за компанията. В тази област Sony трудно се конкурира с азиатските производители на евтини продукти, както и с Apple. Sony смята да се съсредоточи върху по-печеливши дейности, като видеоигри, развлечения и производството на сензори за камери.